# Saint-Genès-Champespe
 Saint-Genès-Champespe  là một xã ở tỉnh Puy-de-Dôme trong vùng Auvergne-Rhône-Alpes miền trung nước Pháp.